# Kathinka Pasveer

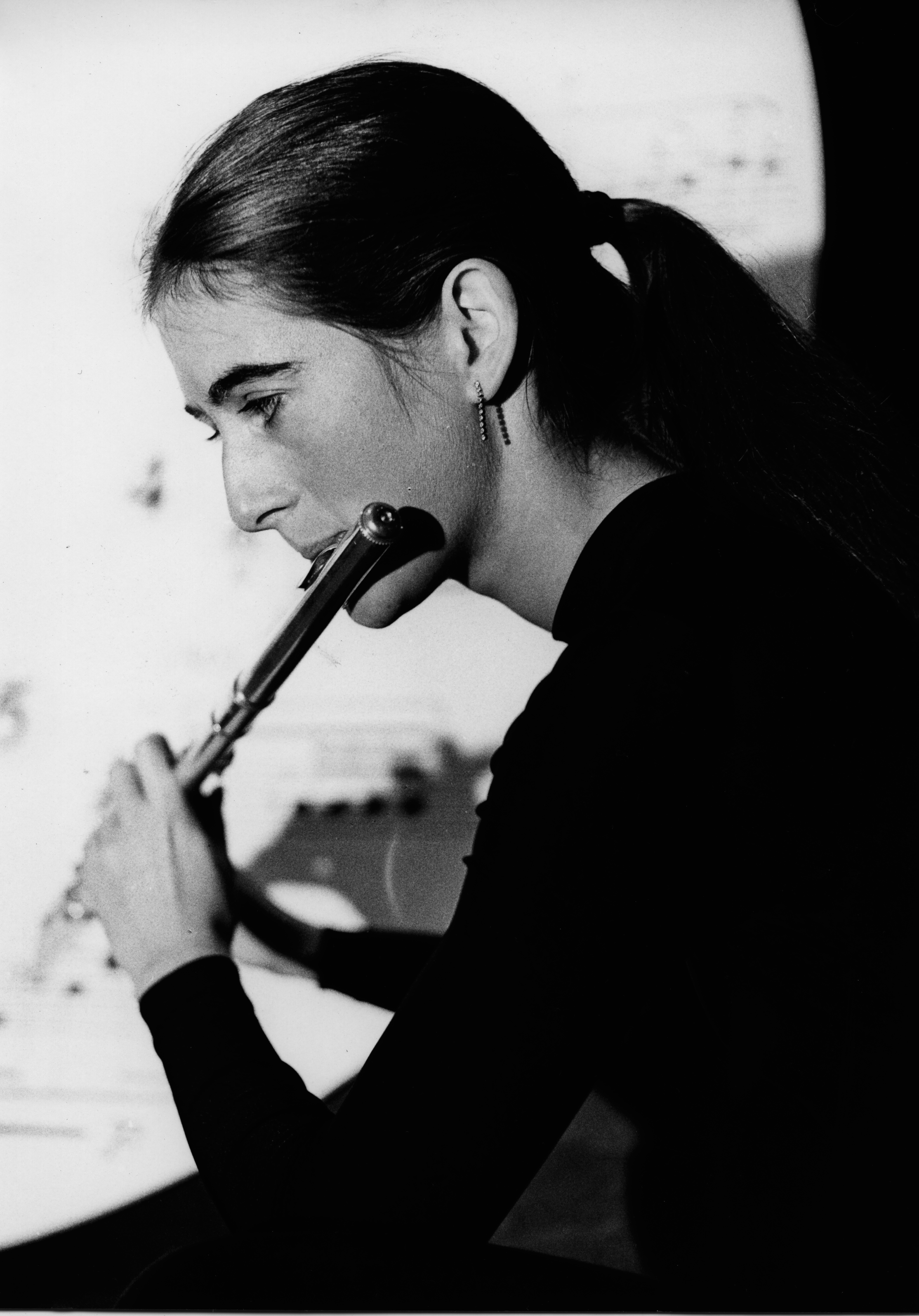
Kathinka Pasveer spielt „Kathinkas Gesang“ bei den Donaueschinger Musiktagen 1983

Kathinka Pasveer (* 11. Juni 1959 in Zaandam) ist eine niederländische Soloflötistin. Als Interpretin der Werke Karlheinz Stockhausens wirkte sie in vielen Uraufführungen mit.

## Leben
Kathinka Pasveer wurde als Tochter des Organisten, Chordirigenten und Orgelkomponisten Jan Pasveer und dessen Frau Klasina geboren. Sie studierte bei Frans Vester am Koninklijk Conservatorium in Den Haag. Bereits in ihrem letzten Studienjahr war sie Soloflötistin im Gewestelijk Symphonie Orkest und arbeitete zusätzlich seit Dezember 1982 bei Karlheinz Stockhausens Projekten mit. Im Juli 1983 schloss sie ihr Konzertexamen mit Auszeichnung ab. Noch im selben Jahr spielte sie bei den Donaueschinger Musiktagen die Uraufführung von Stockhausens Komposition Kathinkas Gesang als Luzifers Requiem für Flöte und sechs Schlagzeuger, die zweite Szene aus Samstag aus Licht.
In den Folgejahren wirkte sie als Solistin in den Uraufführungen von Stockhausens Opernzyklus Licht mit, wie 1984 bei der Uraufführung von Samstag aus Licht an der Mailänder Scala. Daneben war sie seit 1983 Mitarbeiterin von Karlheinz Stockhausen im Studio für Elektronische Musik beim WDR Köln und beim IRCAM. Ebenso assistierte sie Stockhausen bei seinen Abmischungen und der Klangregie. Stockhausen widmete ihr zahlreiche Werke, bei denen sie die Uraufführung spielte. Zusammen mit Bassetthornistin Suzanne Stephens leitet sie die Stockhausen-Stiftung für Musik am Kettenberg.
Als Soloflötistin spielte sie außer den Werken Stockhausens auch Mozarts Flötenkonzert G-Dur mit den Kadenzen von Karlheinz Stockhausen ein.
Im Rahmen des Schleswig-Holstein Musik Festivals spielte sie am 24. August 2009 die Uraufführung von Stockhausens nachgelassenem Werk Paradies für Flöte und Elektronische Musik, die 21. Stunde aus Klang.
Bei der szenischen Uraufführung von Stockhausens Sonntag aus Licht aus dem Opernzyklus Licht im Staatenhaus Köln hatte sie im April 2011 zusammen mit dem Dirigenten Peter Rundel die musikalische Leitung inne.